# Kolotoč

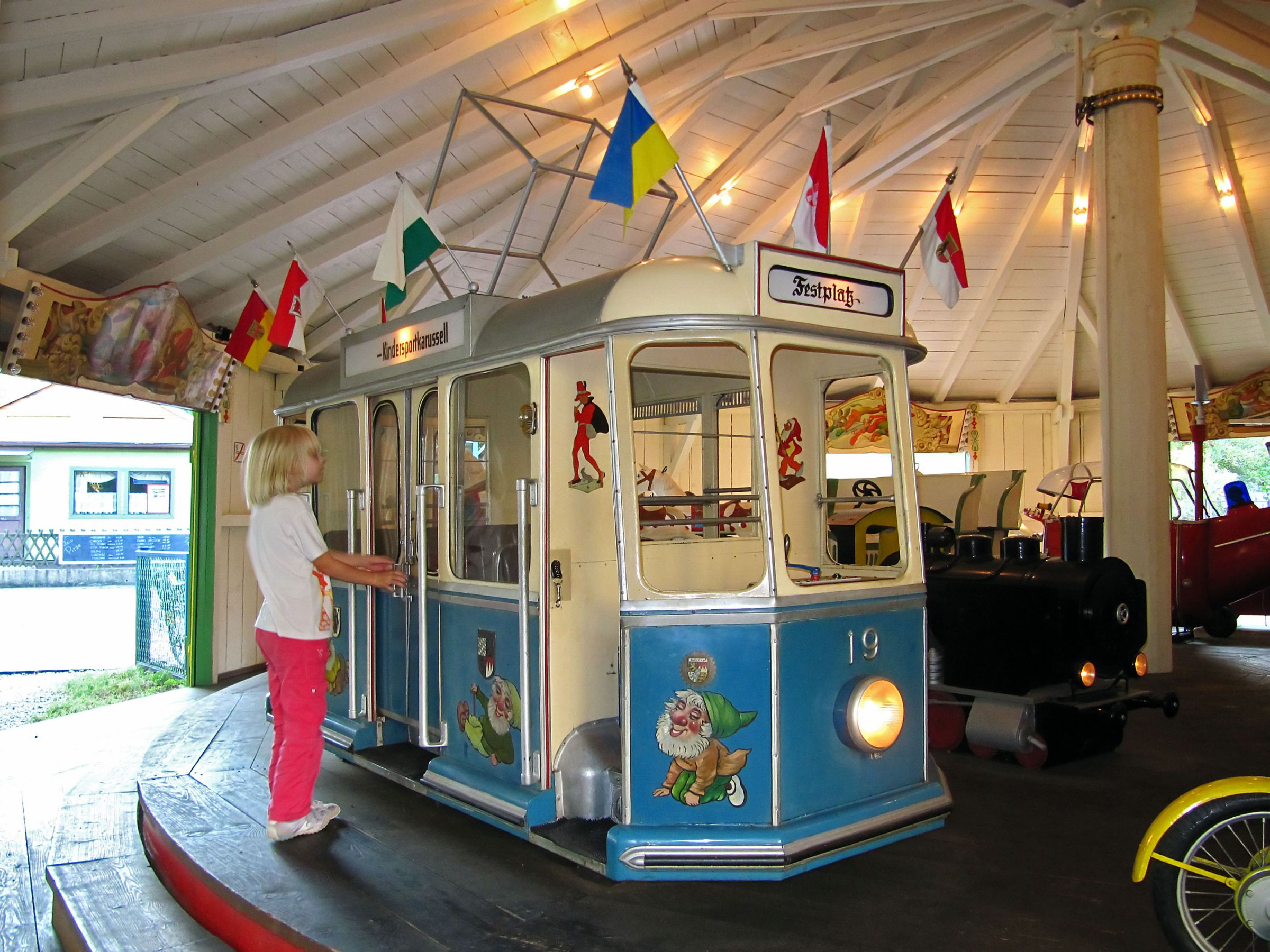
Plošinový kolotoč ve Vídni (Böhmischer Prater, Favoriten)

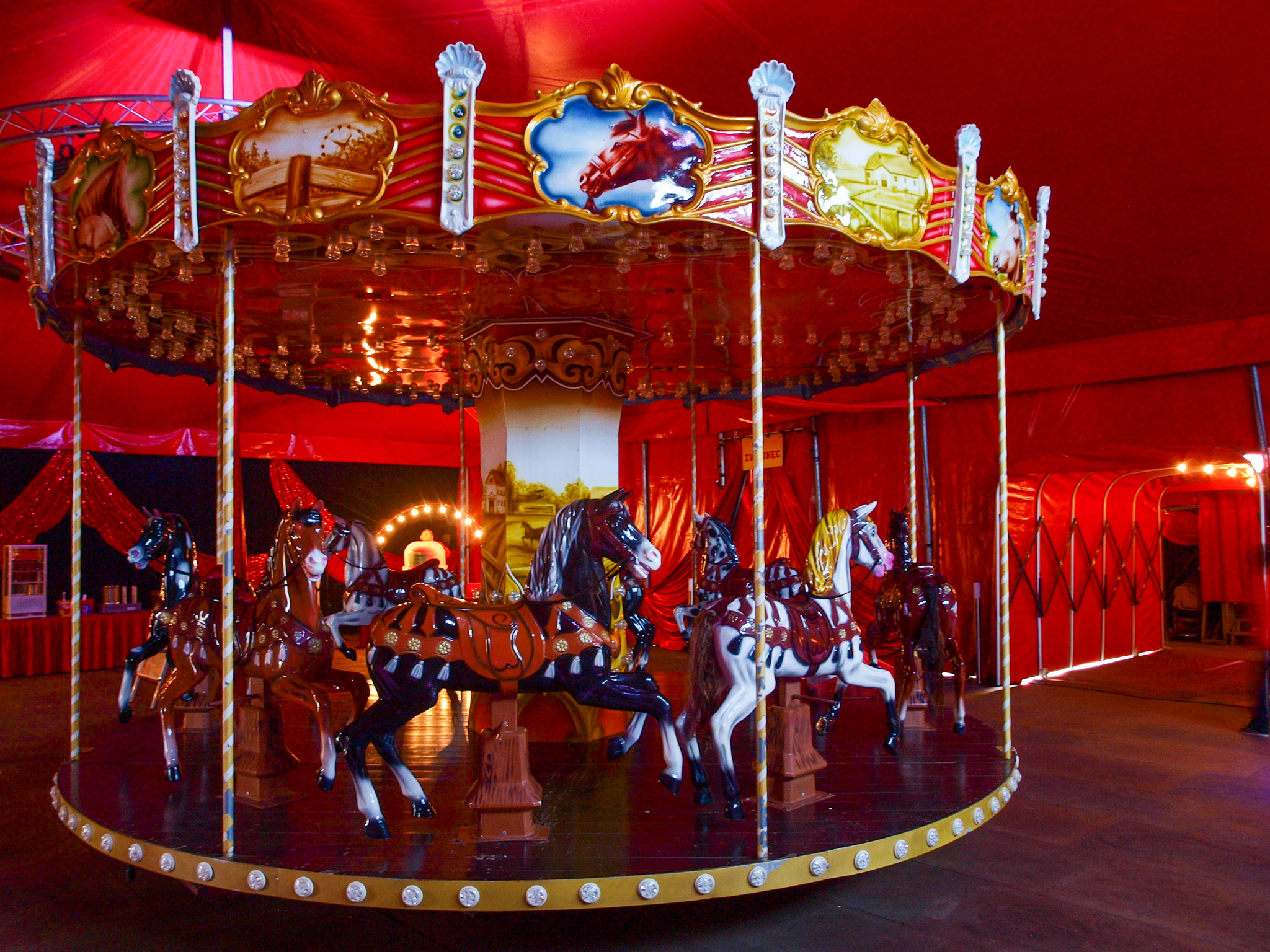
Plošinový kolotoč v Praze (Cirkus Berousek)

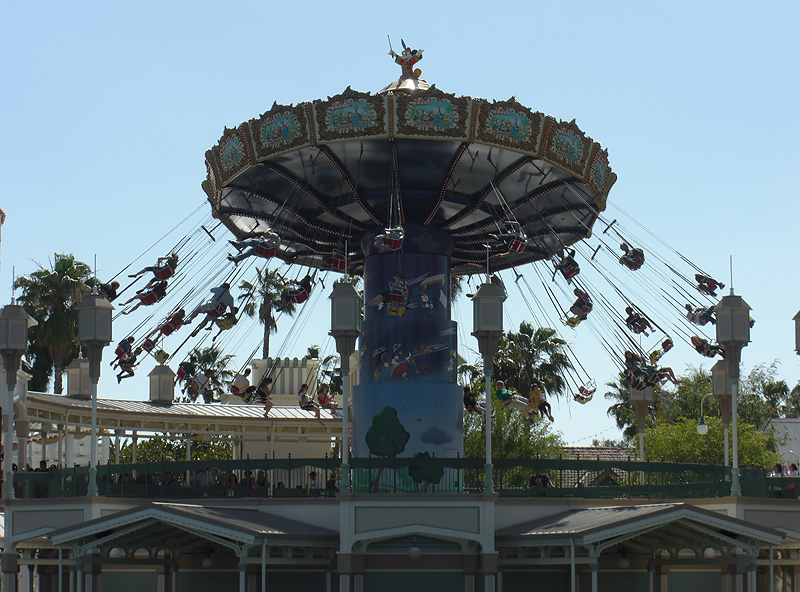
Řetízkový kolotoč v Kalifornii (Disney Adventures)

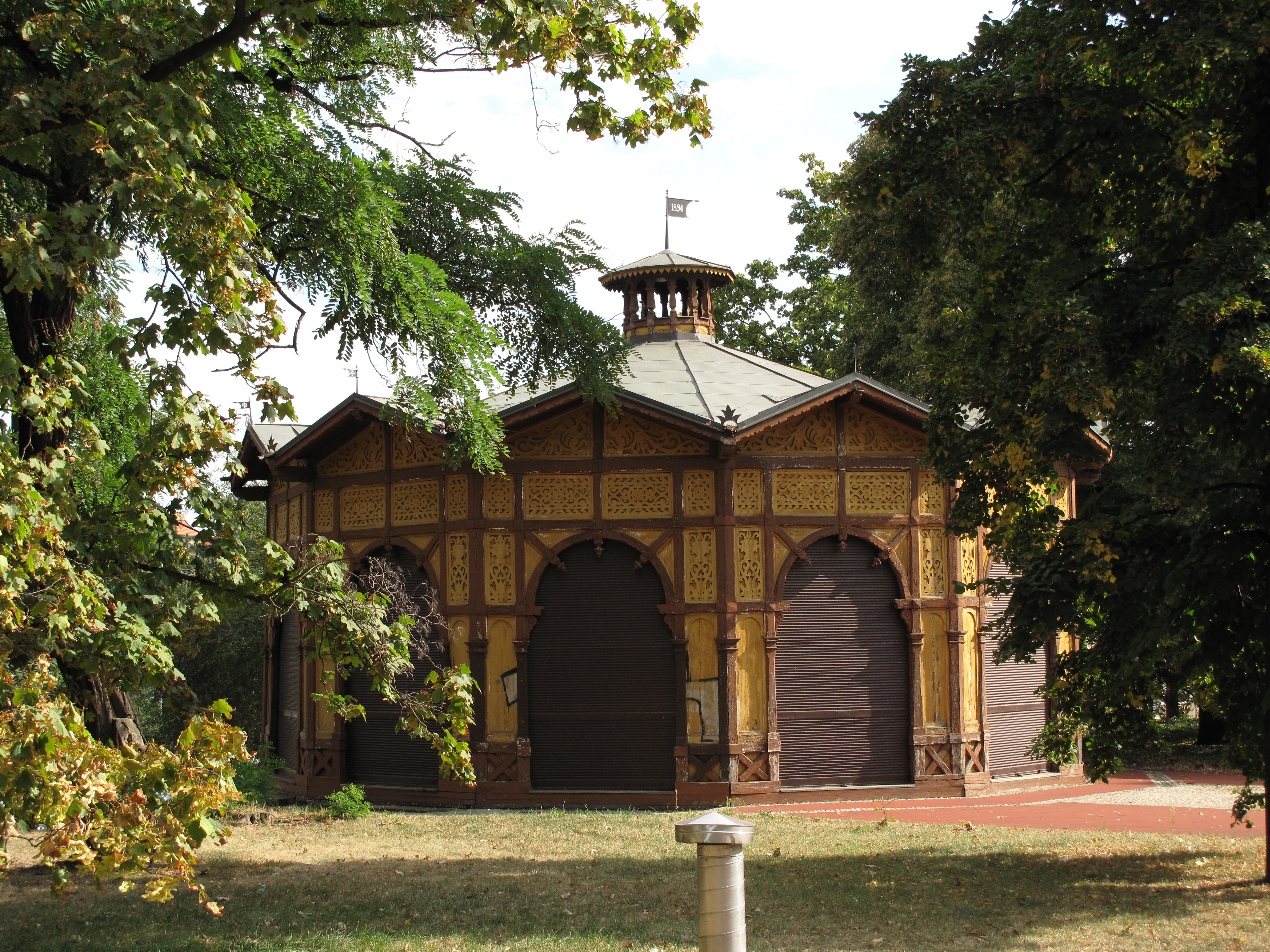
Kolotoč na Letné (1892)

Kolotoč, dříve také karusel, je zábavní atrakce, na níž jsou návštěvníci vystaveni otáčivému pohybu a působení odstředivé síly. Kolotoče se staví jako pevné (stacionární), anebo častěji jako mobilní, které se převážejí od místa k místu. Rozlišují se kolotoče řetízkové, plošinové a naklápěcí.

## Historie
Nejstarší kolotoče vznikly patrně v jižním Německu počátkem 18. století jako otáčivé sloupy, na nichž byly na řetízcích zavěšeny koše, případně koníci a loďky pro návštěvníky. Rychle se rozšířily po evropském kontinentu i do Velké Británie. Nejstarší zachovaný plošinový kolotoč se nachází v Hanau u Frankfurtu nad Mohanem a je z roku 1780. Plošinové kolotoče se stavěly v zábavních parcích a byly poháněny ručně nebo koňmi. Roku 1861 byl v Anglii postaven první kolotoč na parní pohon, koncem století se objevil i elektrický pohon. Od konce 19. století se kolotoče rozšířily také do USA a vznikla řada technických zdokonalení, včetně mechanických hudebních automatů (orchestrion), které pohyb kolotoče doprovázejí cirkusovou hudbou. Ve druhé polovině 20. století vznikly složitější kolotoče s hydraulickým naklápěním a dalšími pohyby.

## Řetízkový kolotoč
Původně jen otáčivý sloup se sedadly na řetízcích nebo provazech byl brzy doplněn horní plošinou, na niž se dalo zavěsit víc sedadel. Dolní pevná plošina není pohyblivá a slouží jen k nasedání a vystupování. Při otáčení se sedátka s návštěvníky vlivem odstředivé síly vyklánějí od osy a návštěvníci se na nich mohou navíc různě houpat, chytat za ruce, takže mají pocit volného pohybu vzduchem. Je určen větší mládeži a dospělým.
Největší řetízkový kolotoč se nalézá od roku 2013 v americkém zábavním parku Six Flags Over Georgia ve státě Georgie. Lidé se zde na tomto kolotoči baví ve výšce 70 metrů nad povrchem země.

## Plošinový kolotoč
Otáčivá kruhová plošina může být umístěna v pevném stavení nebo stanu, anebo se otáčí i střecha kolotoče. Na plošině jsou upevněna sedadla, lavičky, nebo častěji koníčci, autíčka nebo vagónky. Plošinové kolotoče jsou určeny především pro malé děti, rodiče je mohou na plošině doprovázet i držet. V Praze stojí historický letenský kolotoč s koníčky z roku 1892, který je už mnoho let zavřen a čeká na rekonstrukci. Mnoho podobných pouličních kolotočů je v provozu v Paříži.

## Naklápěcí kolotoče
V polovině 20. století se objevily složitější kolotoče s hydraulickým naklápěním plošiny, kde se návštěvníci musí připoutávat. Plošina se roztočí ve vodorovné rovině a postupně sklopí až do svislé roviny.[zdroj⁠?!] Zejména v zábavních parcích se vyskytují ještě složitější zařízení, kde se otáčivý pohyb kombinuje s dalšími pohyby.